# إعشبان (أولاد المعصوم)
إعشبان هو دُوَّار يقع بجماعة زاوية سيدي عبد القادر، إقليم الحسيمة، جهة طنجة تطوان الحسيمة في المملكة المغربية. ينتمي الدوّار لمشيخة أولاد المعصوم التي تضم 4 دواوير. يقدر عدد سكانه بـ 249 نسمة حسب الإحصاء الرسمي للسكان والسكنى لسنة 2004.

## روابط خارجية
- البوابة الوطنية للجماعات الترابية
- المندوبية السامية للتخطيط